# Gaetano Fraschini
Gaetano Fraschini (ur. 16 lutego 1816 w Pawii, zm. 23 maja 1887 w Neapolu) – włoski śpiewak operowy, tenor.

## Życiorys
Był uczniem Felice Morettiego. Debiutował jako śpiewak w 1837 roku w Pawii. W kolejnych występował na scenach włoskich, m.in. w Rzymie, Mediolanie, Trieście i Weronie. Śpiewał też w Londynie w Her Majesty’s Theatre (1847) i Theatre Royal przy Drury Lane (1868). Zasłynął jako odtwórca głównych ról w operach Gaetano Donizettiego i wczesnych operach Giuseppe Verdiego, brał udział w prapremierach m.in. Attyli, Korsarza, Bitwy pod Legnano, Alziry, Stiffelio i Balu maskowego.
Jego imieniem nazwano teatr operowy w Pawii.